# IC 4999
IC 4999 је спирална галаксија у сазвјежђу Јарац која се налази на листи објеката дубоког неба у Индекс каталогу.
Деклинација објекта је - 26° 0' 53" а ректасцензија 20h 23m 56,3s. Привидна величина (магнитуда) објекта IC 4999 износи 12,8 а фотографска магнитуда 13,5. Налази се на удаљености од 33,117 милиона парсека од Сунца. IC 4999 је још познат и под ознакама ESO 527-21, MCG -4-48-4, AM 2020-261, IRAS 20209-2610, PGC 64613.